# Tiệc thôi nôi (Hàn Quốc)
Tiệc thôi nôi (Hangul: 돌잔치 hoặc ngắn gọn là 돌) là lễ tổ chức chúc mừng em bé được 1 tuổi, là một dịp có ý nghĩa quan trọng trong văn hóa Hàn Quốc nhằm cầu chúc cho em bé được mạnh khỏe và có tương lai tốt đẹp. Trong ngày lễ, các bé được mặc hanbok và đội mũ truyền thống. Bé trai đội mũ bokgeon (복건) hoặc hogeon (호건), bé gái đội mũ jobawi (조바위) hoăc gulle (굴레).

## Lịch sử
Trong quá khứ, ở Hàn Quốc, tỷ lệ trẻ sơ sinh tử vong khá cao do điều kiện thời tiết khắc nghiệt cộng với việc chưa có hệ thống y tế tốt. Do vậy, gia đình sẽ tổ chức một sự kiện lớn bày tỏ niềm vui khi trẻ đã có thể lớn lên khoẻ mạnh và để chúc mừng sinh nhật  vào thời điểm em bé tròn 1 tuổi. Thôi nôi cũng là một nghi lễ để tỏ lòng thành kính với các vị thần đã bảo vệ trẻ sơ sinh.

## Nghi thức chọn đồ Doljabi (돌잡이)

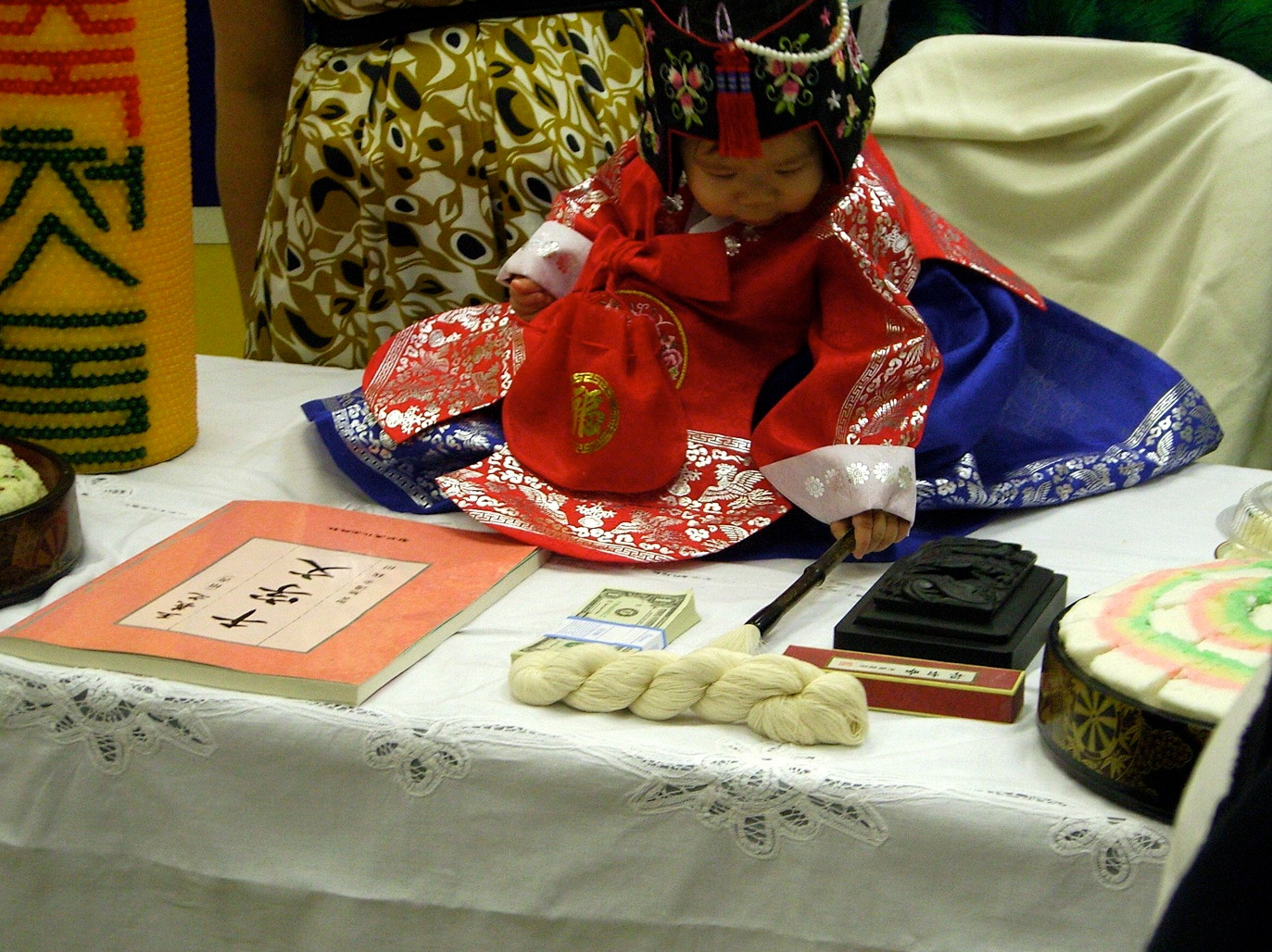
Nghi thức chọn đồ Doljabi (돌잡이)

Một phần quan trọng trong bữa tiệc thôi nôi là nghi thức Doljabi. Các đồ vật như chỉ, bút lông, mực, tiền,... đươc bày trên bàn rồi cho đứa bé chọn một vật. Người ta tin rằng đồ vật được chọn sẽ cho biết tương lai của đứa trẻ. Các đồ vật được bày cho đứa bé chọn đã thay đổi theo thời gian. Các khách đến dự thường tặng quà cho em bé như tiền, quần áo, nhẫn vàng.

## Đồ ăn trong tiệc thôi nôi

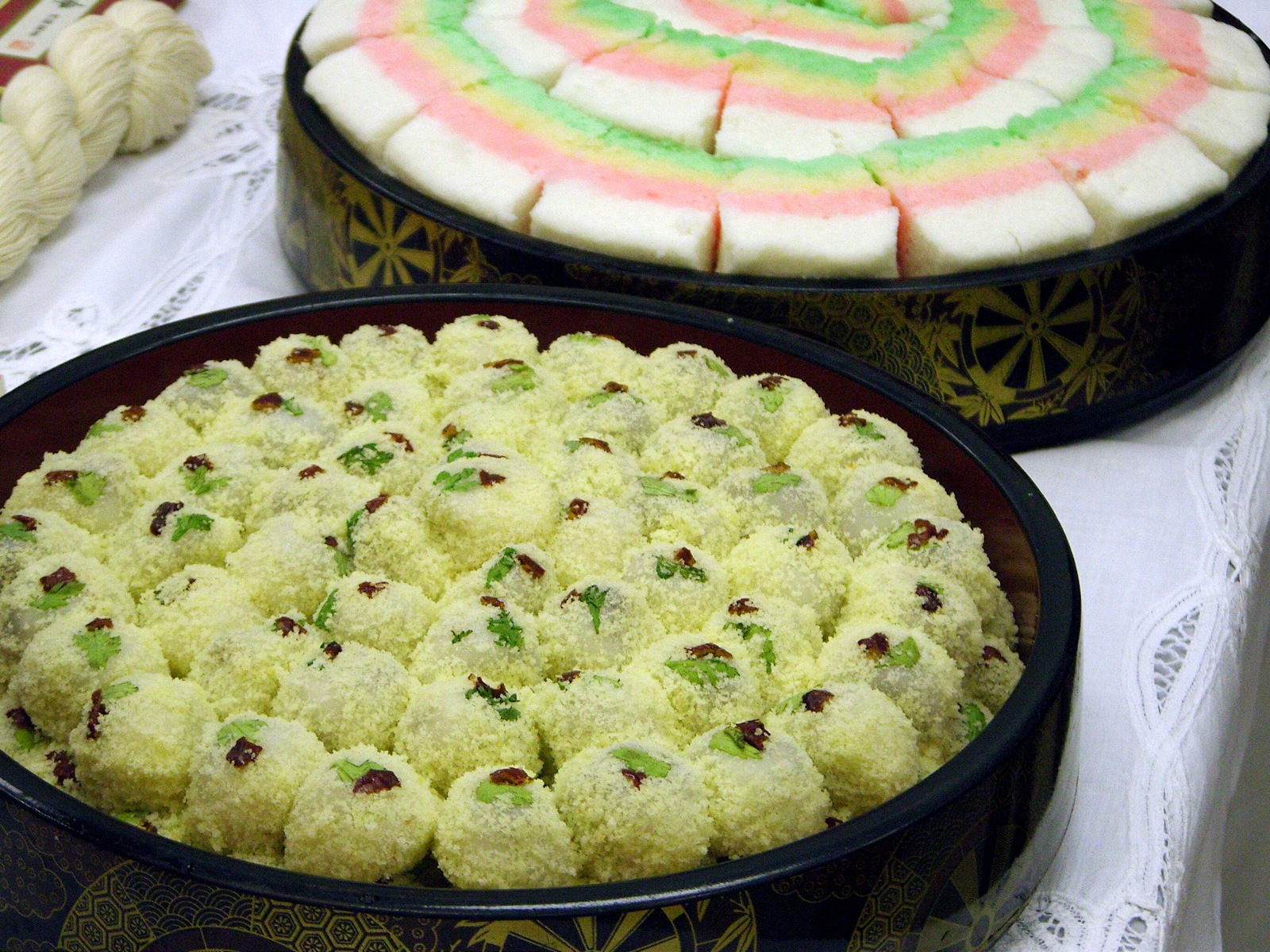
Bánh Tteok trong tiệc doljanchi

Trong tiệc thôi nôi, gia đình sẽ chuẩn bị rất nhiều đồ ăn để thiết đãi người đến tham dự. Những người được mời thường bao gồm họ hàng và bạn bè thân thiết của bố mẹ đứa trẻ.
Thức ăn  trong bữa tiệc bao gồm nhiều loại khác nhau nhưng đa phần đều có bánh jeon, canh rong biển Miyeok guk, nước, bánh gạo, miến trộn và hoa quả theo mùa được dân cúng lên Samshin (삼신 - ba vị thần được tin là bảo vệ đứa bé khi chúng lớn lên).
Người Hàn Quốc tin rằng nếu đưa cho những người không phải là người thân trong gia đình ăn sẽ mang lại điềm gở nên bánh gạo trong buổi lễ.  chỉ các thành viên trong gia đình mới có thể ăn. Sau khi chuẩn bị xong mọi thứ, nam giới không được vào lễ mà bà hoặc mẹ sẽ cúng bái hai vị thần.

## Tham khảo

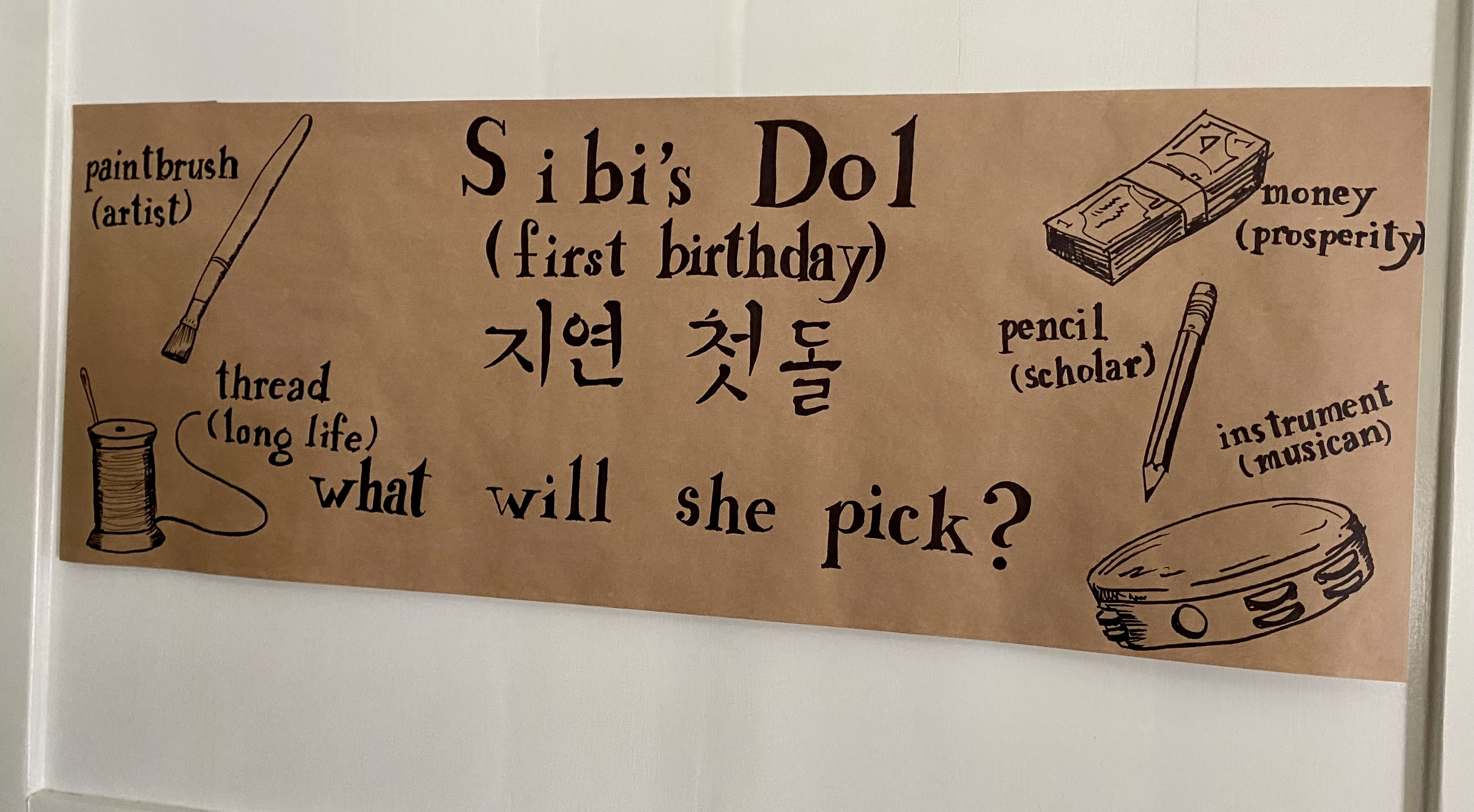
Trò chơi đoán chữ trong một bữa tiệc thôi nôi hiện đại